# San Cristóbal de La Laguna
Pour les articles homonymes, voir La Laguna.
San Cristóbal de La Laguna, aussi communément appelée La Laguna ou Aguere, est une commune de la province de Santa Cruz de Tenerife dans la communauté autonome des Îles Canaries en Espagne. Elle est située dans le nord de l'île de Tenerife.
San Cristóbal de La Laguna est une ville universitaire, et 30 000 étudiants logent dans la ville. L'université de La Laguna est la plus ancienne université dans les îles Canaries. La cathédrale de la ville est le siège du diocèse de Tenerife. Des personnages historiques importants de la ville sont : Amaro Pargo, célèbre corsaire, et José de Anchieta, saint catholique, missionnaire et fondateur des villes de Sao Paulo et Rio de Janeiro au Brésil.
En 1999 elle a été déclarée « patrimoine mondial » par l'UNESCO.

## Géographie

### Localisation

Localisation de l'île de Tenerife dans les Îles Canaries.
Localisation de San Cristóbal de La Laguna dans l'île de Tenerife.

|            | Océan Atlantique           |                        |
| Tacoronte  | San Cristóbal de La Laguna | Santa Cruz de Tenerife |
| El Rosario | Santa Cruz de Tenerife     |                        |

### Villages de la commune
- La Verdellada
- Barrio Nuevo (Viña Nava)
- El Coromoto
- San Benito
- El Bronco
- La Cuesta de Arguijón
- Taco
- Tejina
- Valle Guerra
- Bajamar
- Punta del Hidalgo
- Geneto
- Los Baldíos
- Guamasa
- El Ortigal
- Las Mercedes
- El Batan
- Las Carboneras

## Histoire
Dans les temps aborigènes, la vallée d'Aguere (où la ville s'étend désormais) et surtout le grand lac qui se trouvait là, était un lieu de pèlerinage pour les aborigènes de l'île, les Guanches.
La ville fut fondée en 1496 par le conquistador Alonso Fernández de Lugo. Elle fut la première capitale de Tenerife et îles Canaries jusqu'en 1823. À partir de 1510, la ville devenait le centre politique et intellectuel de l'île et de toute la région. En 1582, la ville a subi une épidémie virulente de peste noire qui a fait entre 5 000 et 9 000 morts.
C'est également ici que fut fondée la première université des îles Canaries en 1701 à la demande du pape Clément XI (l'université de La Laguna). Et bien que la ville a dû abandonner son statut de capitale au profit de Santa Cruz de Tenerife, elle est restée jusqu'à aujourd'hui le centre religieux et culturel de l'île.
En 1819, la ville est devenue un évêché.
En 1975, l'Institut d'astrophysique des Canaries (IAC) y fut créé.
En 1999, elle est inscrite au patrimoine mondial de l'UNESCO.
Le 23 janvier 2006, le palais épiscopal (Casa Salazar) situé dans le centre historique de la ville fut détruit par un incendie. Il devrait être reconstruit dans les prochaines années.

## Démographie
| Année | Population | Densité        |
| ----- | ---------- | -------------- |
| 1768  | 8 796      | 86 hab./km2    |
| 1860  | 10 241     | 100 hab./km2   |
| 1900  | 13 152     | 129 hab./km2   |
| 1920  | 17 650     | 173 hab./km2   |
| 1950  | 40 291     | 395 hab./km2   |
| 1970  | 77 704     | 761 hab./km2   |
| 1981  | 106 146    | 1 040 hab./km2 |
| 1991  | 110 895    | 1 086 hab./km2 |
| 1996  | 121 769    | 1 193 hab./km2 |
| 2001  | 128 822    | 1 263 hab./km2 |
| 2002  | 135 004    | 1 323 hab./km2 |
| 2003  | 134 004    | 1 313 hab./km2 |
| 2004  | 137 314    | 1 337 hab./km2 |
| 2005  | 141 627    | 1 388 hab./km2 |
| 2006  | 142 161    | 1 393 hab./km2 |
| 2007  | 144 347    | 1 414 hab./km2 |
| 2008  | 148 375    | 1 454 hab./km2 |
| 2009  | 150 661    | 1 476 hab./km2 |

## Infrastructure
L'hôpital universitaire des Canaries est situé dans la ville, l'un des plus importants de l'archipel.

## Politique et administration

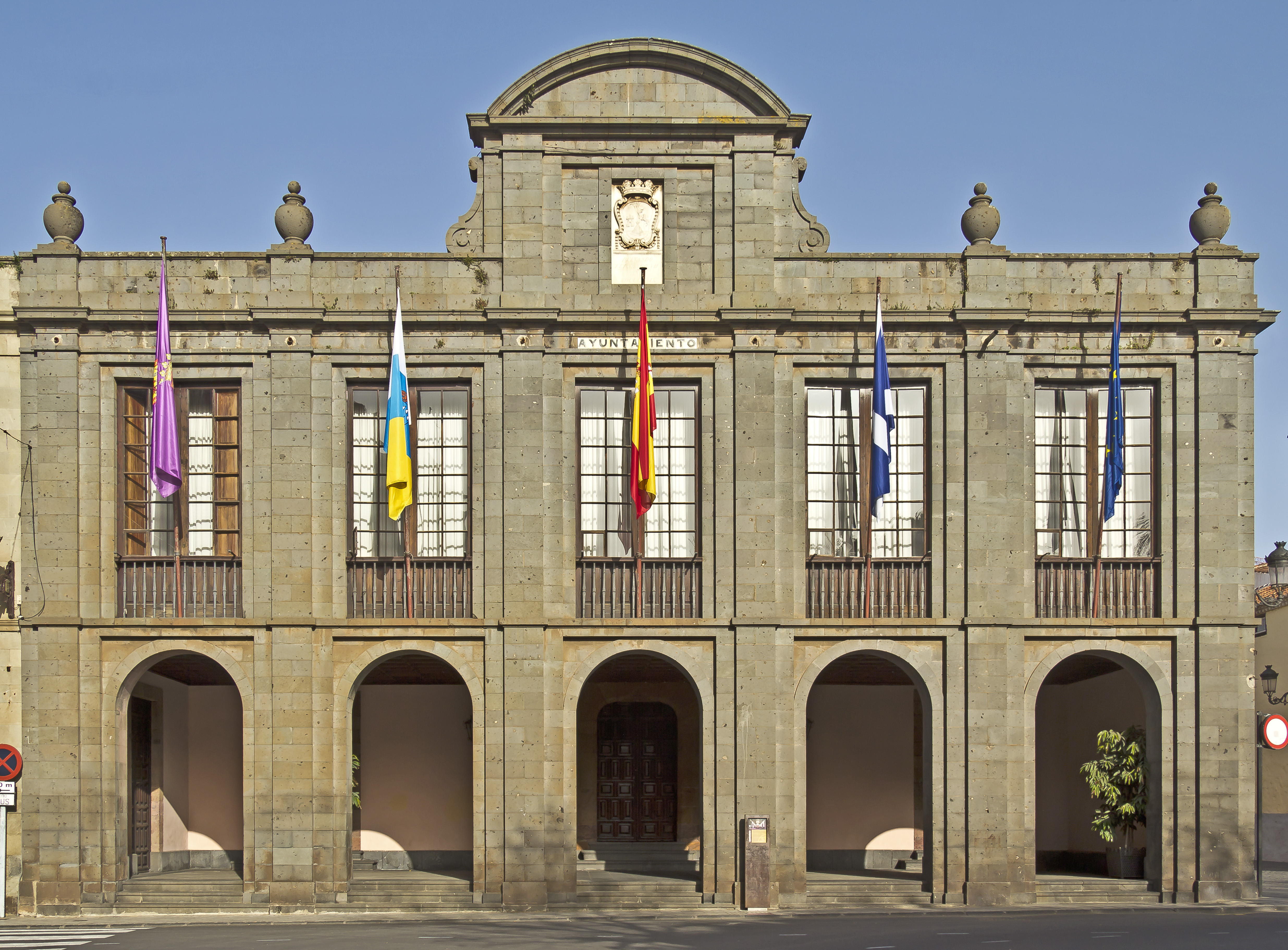
L'hôtel de ville de San Cristóbal de La Laguna.

San Cristóbal de La Laguna appartient à la province de Santa Cruz de Tenerife et à la comarque de la zone métropolitaine.

### Conseil municipal
Lors des élections municipales du 26 mai 2019, la ville de San Cristóbal de La Laguna comptait 155 549 habitants. Son conseil municipal (Pleno del Ayuntamiento) se compose donc de 27 élus.
| Parti | Parti  | 1979 | 1983 | 1987 | 1991 | 1995 | 1999 | 2003 | 2007 | 2011 | 2015 | 2019 | 2023 |
| ----- | ------ | ---- | ---- | ---- | ---- | ---- | ---- | ---- | ---- | ---- | ---- | ---- | ---- |
|       | AC-INC |      |      | 2    |      |      |      |      |      |      |      |      |      |
|       | AVANTE |      |      |      |      |      |      |      |      |      |      | 2    |      |
|       | AL     | 2    |      |      |      |      |      |      |      |      |      |      |      |
|       | CDS    |      | 1    | 2    |      |      |      |      |      |      |      |      |      |
|       | Cs     |      |      |      |      |      |      |      |      |      | 2    | 2    |      |
|       | ATI    |      | 4    | 12   | 12   | 11   | 10   | 12   | 15   | 13   | 7    | 9    | 8    |
|       | CCa    |      | 4    | 12   | 12   | 11   | 10   | 12   | 15   | 13   | 7    | 9    | 8    |
|       | DVC    |      |      |      |      |      |      |      |      |      |      |      | 2    |
|       | ICAN   |      |      |      | 2    |      |      |      |      |      |      |      |      |
|       | PCE    | 1    | 0    | 0    |      | 1    | 0    | 0    | 0    | 3    |      |      |      |
|       | IU     | 1    | 0    | 0    |      | 1    | 0    | 0    | 0    | 3    |      |      |      |
|       | NCa    |      |      |      |      |      |      |      |      |      | 3    |      |      |
|       | CD     | 1    | 5    | 2    | 2    | 8    | 4    | 4    | 3    | 6    | 4    | 2    | 3    |
|       | CP     | 1    | 5    | 2    | 2    | 8    | 4    | 4    | 3    | 6    | 4    | 2    | 3    |
|       | AP     | 1    | 5    | 2    | 2    | 8    | 4    | 4    | 3    | 6    | 4    | 2    | 3    |
|       | PP     | 1    | 5    | 2    | 2    | 8    | 4    | 4    | 3    | 6    | 4    | 2    | 3    |
|       | PSOE   | 6    | 14   | 9    | 8    | 7    | 13   | 11   | 9    | 4    | 5    | 7    | 10   |
|       | PMI    |      |      |      | 3    |      |      |      |      |      |      |      |      |
|       | SSP    |      |      |      |      |      |      |      |      | 1    |      |      |      |
|       | USP    |      |      |      |      |      |      |      |      |      | 6    | 5    | 2    |
|       | UCD    | 13   |      |      |      |      |      |      |      |      |      |      |      |
|       | UPC    | 4    | 3    |      |      |      |      |      |      |      |      |      |      |
|       | Vox    |      |      |      |      |      |      |      |      |      |      |      | 2    |
| Total | Total  | 27   | 27   | 27   | 27   | 27   | 27   | 27   | 27   | 27   | 27   | 27   | 27   |

### Liste des maires
| Mandature | Maire | Maire                              | Parti   |
| --------- | ----- | ---------------------------------- | ------- |
| 1979-1983 |       | Pedro González González            | PSOE    |
| 1983-1987 |       | Pedro González González            | PSOE    |
| 1987-1991 |       | Elfidio Alonso Quintero            | ATI     |
| 1991-1995 |       | José Segura Clavell                | PSOE    |
| 1991-1995 |       | Elfidio Alonso Quintero (1993)     | ATI     |
| 1995-1999 |       | Elfidio Alonso Quintero            | CCa-ATI |
| 1999-2003 |       | Ana Oramas                         | CCa     |
| 2003-2007 |       | Ana Oramas                         | CCa     |
| 2007-2011 |       | Ana Oramas Fernando Clavijo (2008) | CCa     |
| 2011-2015 |       | Fernando Clavijo                   | CCa     |
| 2015-2019 |       | José Alberto Díaz Domínguez (es)   | CCa     |
| 2019-2023 |       | Luis Yeray                         | PSOE    |
| 2023-2027 |       | Luis Yeray                         | PSOE    |

## Patrimoine
La conformation de la ville, ses rues, ses couleurs et son environnement sont des éléments qu’elle partage avec les villes coloniales du continent américain telles que la Havane à Cuba, Lima au Pérou, Carthagène des Indes en Colombie ou San Juan de Porto Rico, d'autres, depuis que le plan d'urbanisme de la ville de La Laguna a servi de modèle à ces villes d'Amérique latine.
La Laguna a souvent été surnommée la « Florence des îles Canaries », en raison de son grand nombre d'églises et de couvents, ainsi que de sa vieille ville et de ses bâtiments historiques. En raison également du fait que la ville était le berceau ou le siège de différents mouvements artistiques et culturels, puis exportés vers le reste de l'archipel des Canaries, en particulier dans le domaine religieux comme dans la Semaine sainte, ou ayant été le berceau des Canaries dans le mouvement des Lumières, également appelé le « siècle des lumières ». Cela a favorisé surtout l’émergence de la période baroque (XVIIe-XVIIIe siècles) de sculpteurs, peintres et architectes notables qui exerçaient leur métier dans la ville et exportaient parfois leurs œuvres dans le reste de l’archipel.
Parmi ses principaux monuments historiques sont :
- Le centre historique de La Laguna est classé au patrimoine mondial de l'Humanité par l'Unesco, car le tracé de ses rues a servi de modèle à la construction de quelques grandes capitales d'Amérique latine. On y retrouve de nombreux édifices de style colonial, avec leurs balcons en bois et de magnifiques patios arborés qui occupent le centre du bâtiment. On peut d'ailleurs en visiter plusieurs, richement arborés et fleuris.
- La cathédrale de Nuestra Señora de los Remedios, avec une belle façade néoclassique (1819).
- L'église de la Concepción : Iglesia de la Concepción, c'était la première paroisse qui a été construite sur l'île de Tenerife.
- Le Teatro Leal, bâti en 1915.
- Plaza del Adelantado, belle place ombragée entourée de nombreux édifices intéressants: l'hôtel de ville (Casa del Corregidor), le palais de Nava, le couvent de Santa Catalina de Siena, l'ermitage Saint-Michel-Archange, le marché couvert. Dans ce couvent de Santa Catalina a été conservé intact le corps de la bienheureuse Maria de León Bello y Delgado.
- Museo de Historia de Tenerife (Palacio de Lercaro), musée qui présente l'histoire de l'île du XVe siècle à nos jours. Ce musée est également célèbre pour l'apparition présumée qui s'y produit du fantôme de Catalina Lercaro, une jeune femme du XVIe siècle.
- Casa Anchieta, c'est le lieu de naissance de Saint José de Anchieta, considéré par l'Église catholique comme l'apôtre du Brésil.
- Le sanctuaire royal du Santísimo Cristo de La Laguna, est l'un des temples les plus importants de la ville et l'île, car l'intérieur est l'image vénérée d'un Christ très populaire dans l'archipel.
- L'église Saint-Dominique-de-Guzmán, c'est l'une des plus anciennes églises de la ville, dans laquelle se trouve le tombeau du célèbre corsaire Amaro Pargo.
- Le lycée Canarias Cabrera Pinto, la plus ancienne école secondaire de l'archipel encore en activité.

## Personnalités liées à la commune
- Luis Alonso de Lugo (v. 1506-1556), conquistador, né à San Cristóbal de La Laguna.
- José de Anchieta (1534-1597), prêtre jésuite et saint.
- Amaro Pargo (1678-1747), corsaire et commerçant.
- María Sánchez Arbós (1889-1976), pédagogue liée à l'Institution libre d'enseignement.
- Óscar Domínguez (1906-1957), peintre et sculpteur, illustrateur, photographe et artiste textile.
- María Juana Ontañón (1920-2002), architecte.
- Antonio Cubillo (1930-2012), avocat et homme politique indépendantiste canarien.
- Felipe Fernández García (1935-2012), évêque.
- Félix Francisco Casanova (1956-1976), poète, étudiant de l'université de La Laguna.
- Ana Guerra (1994-) chanteuse et compositrice.

## Galerie

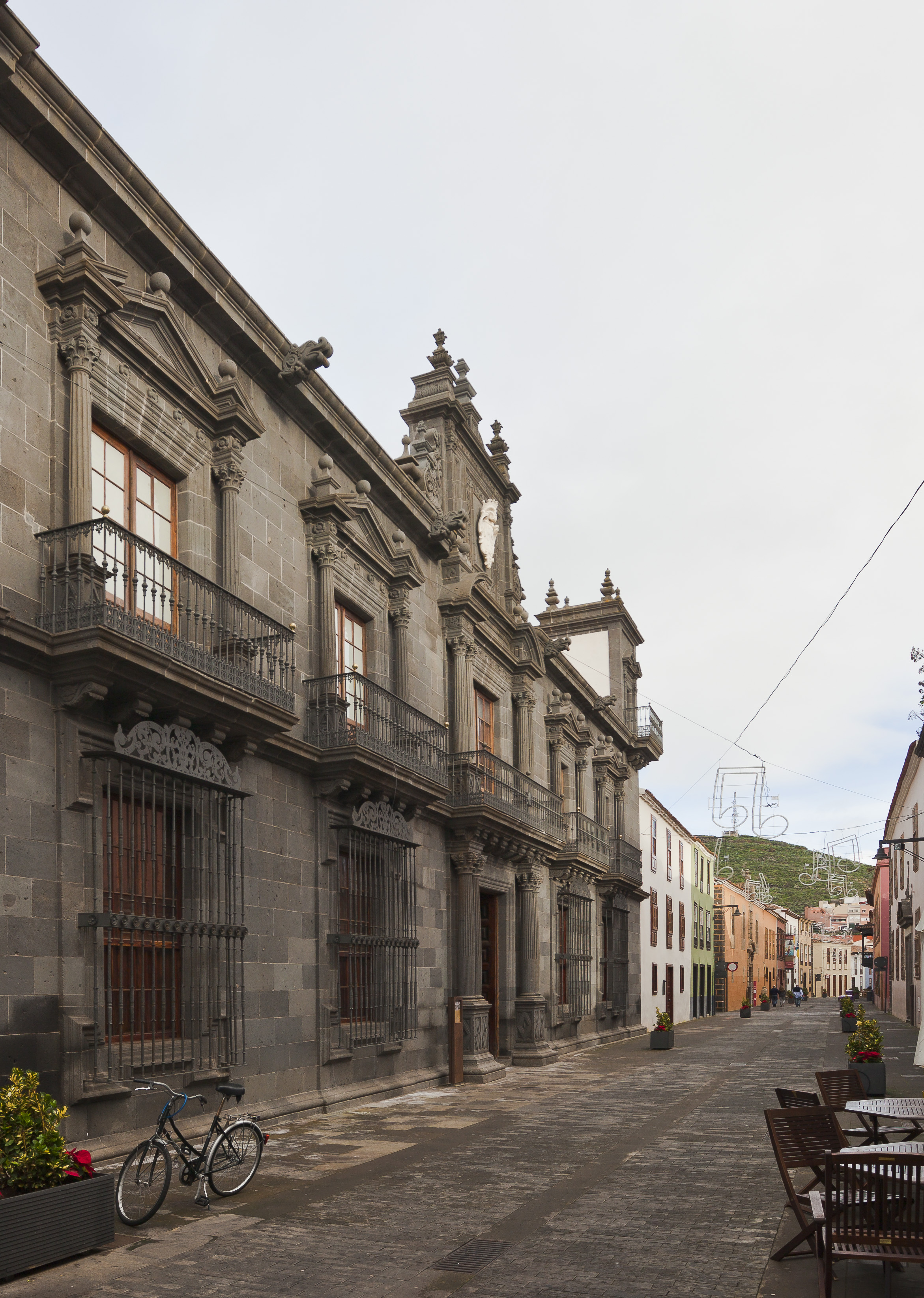
Casa Salazar.
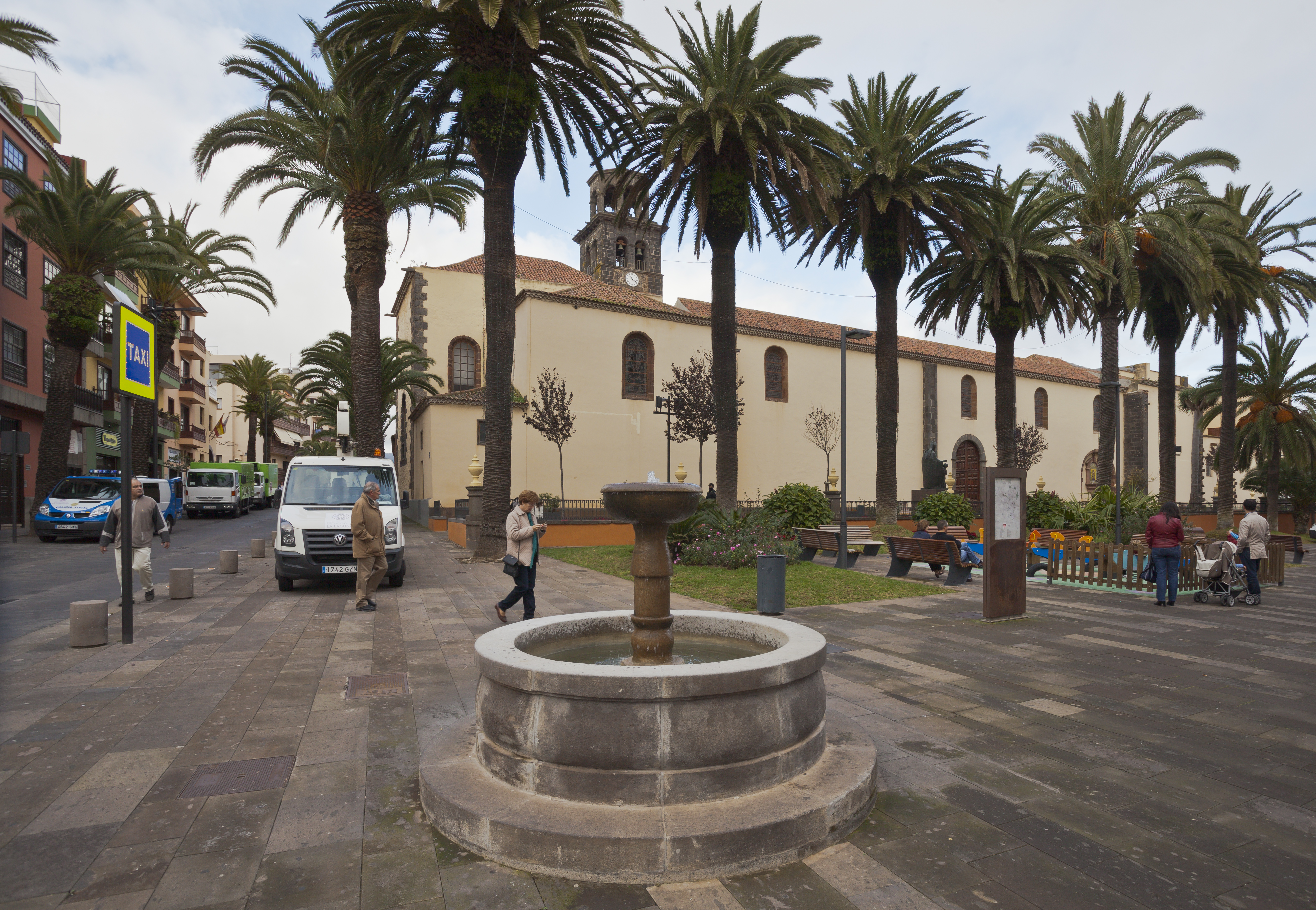
Église de la Concepcion.
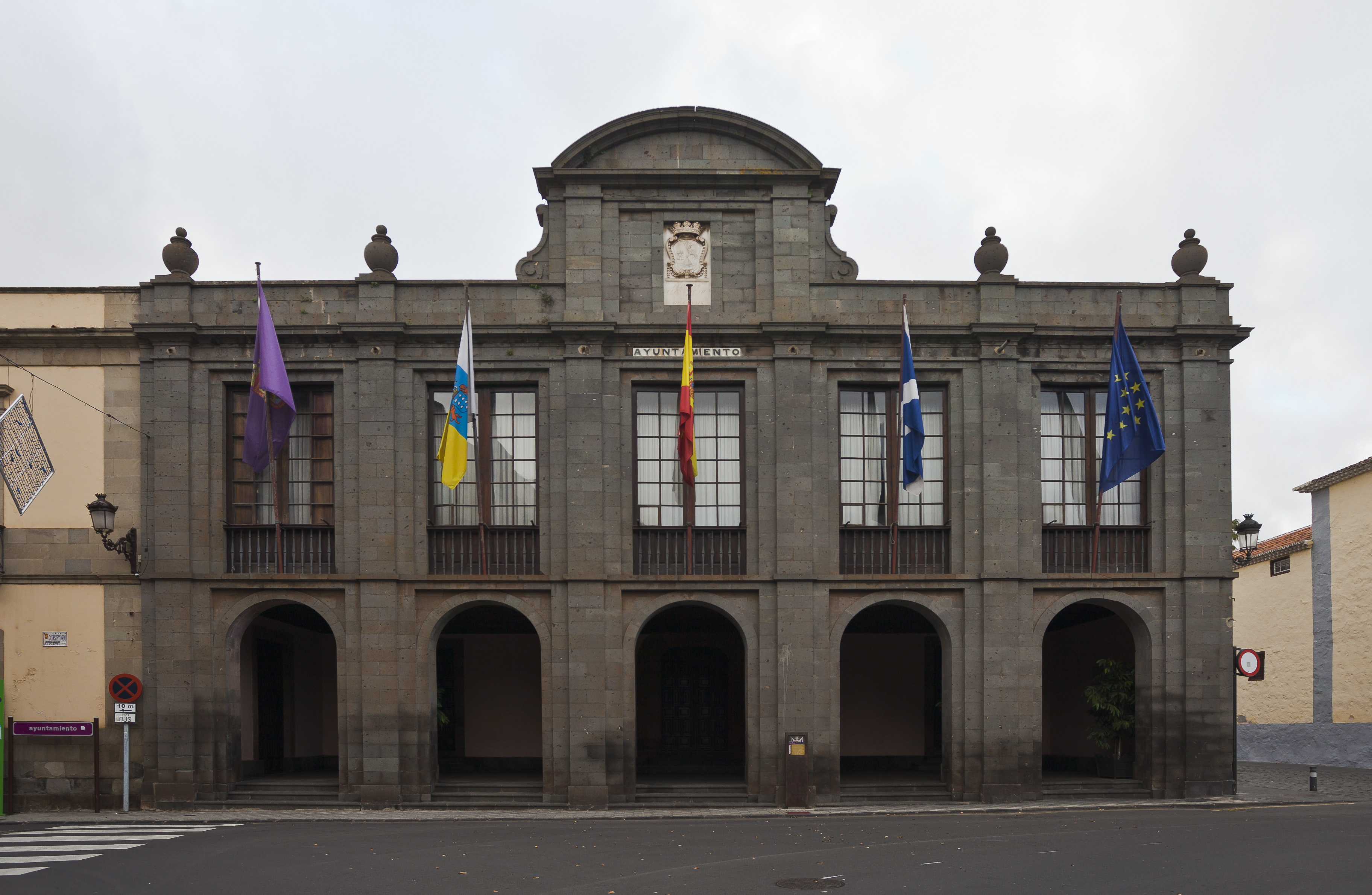
Ayutamiento (hôtel de ville).
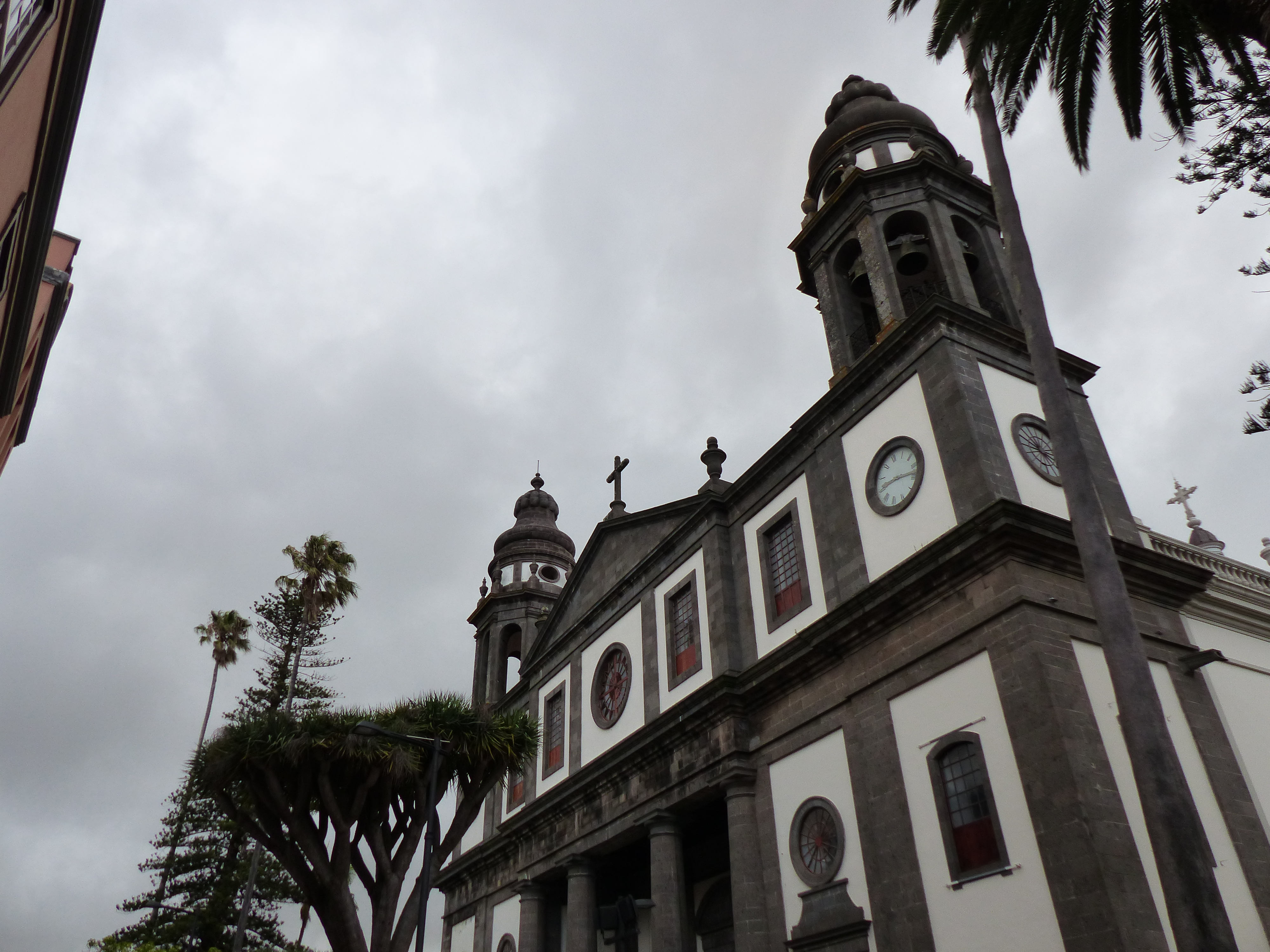
Cathédrale.
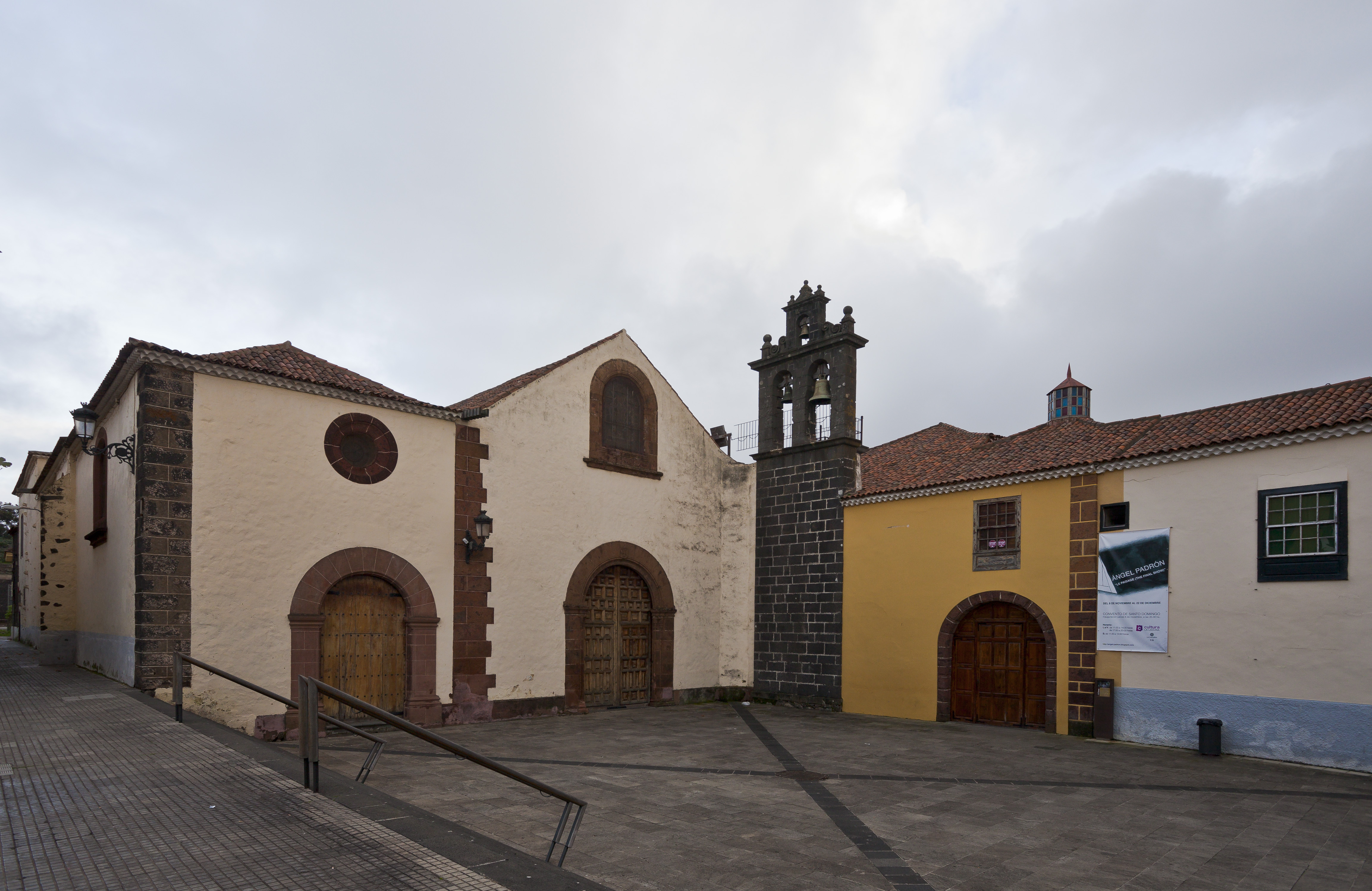
Église de Santo Domingo de Guzman.
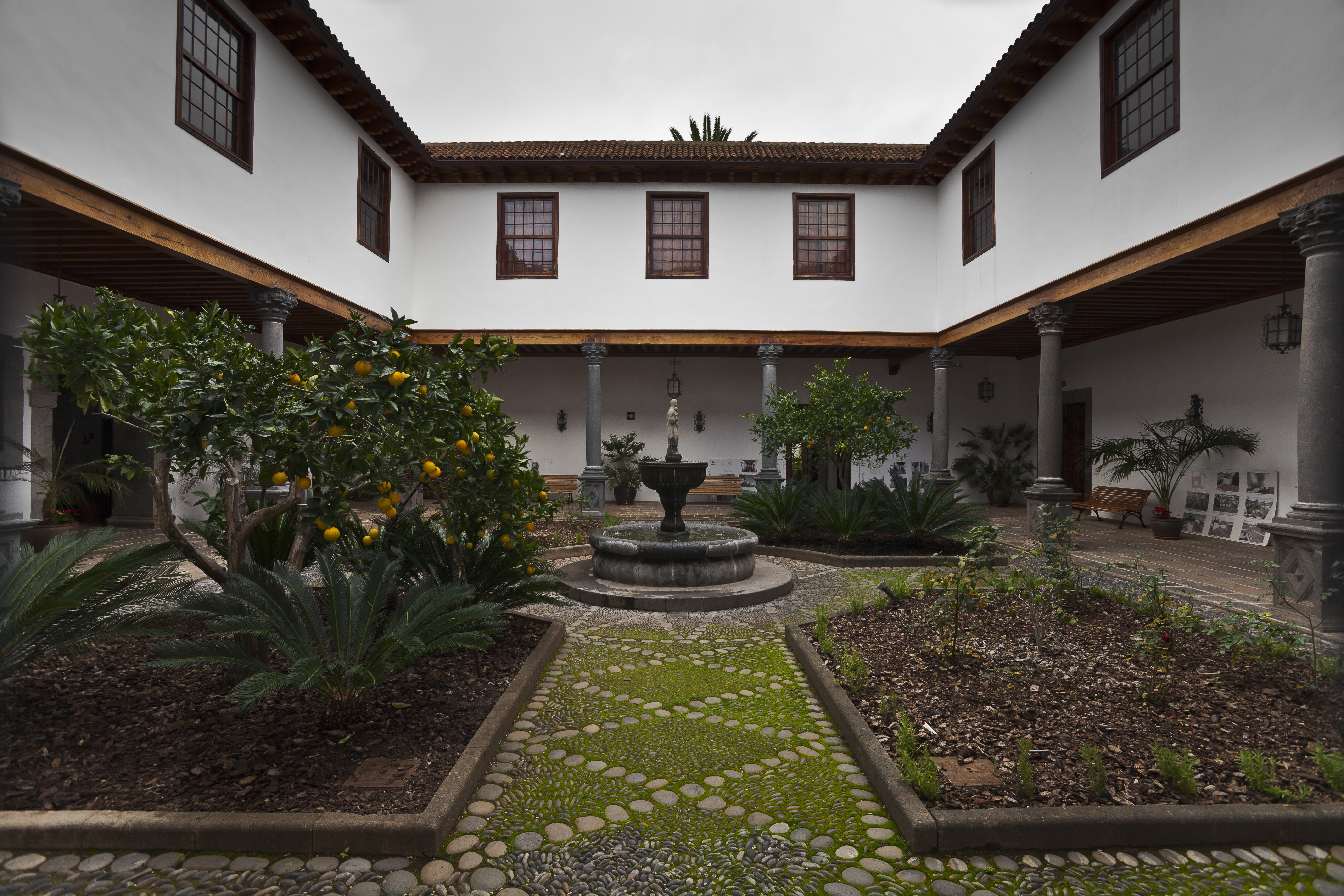
Cour de la Casa Salazar.
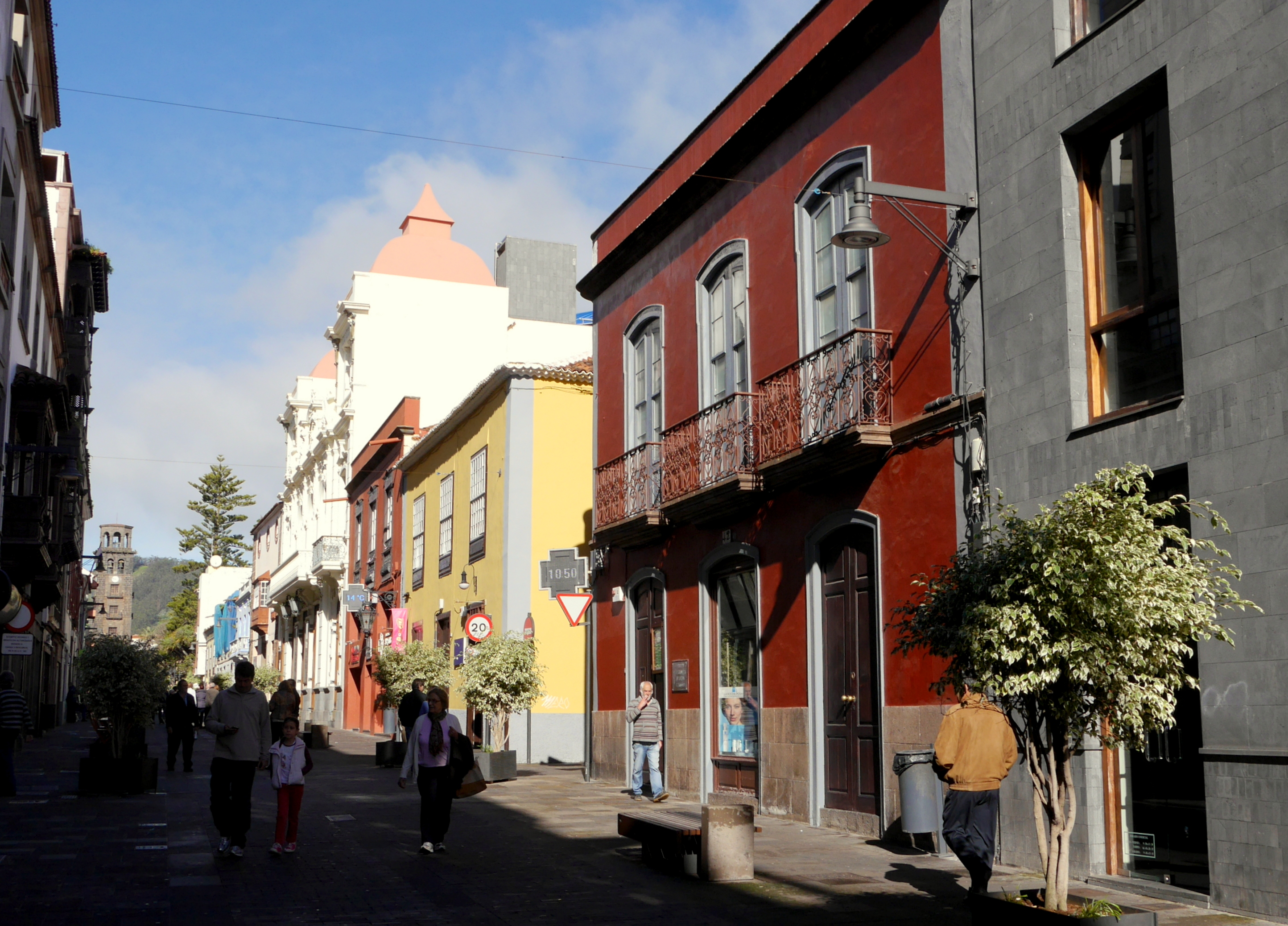
Rue du centre.
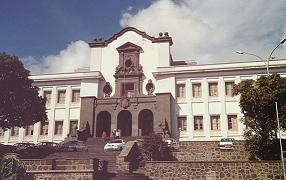
Université La Laguna.
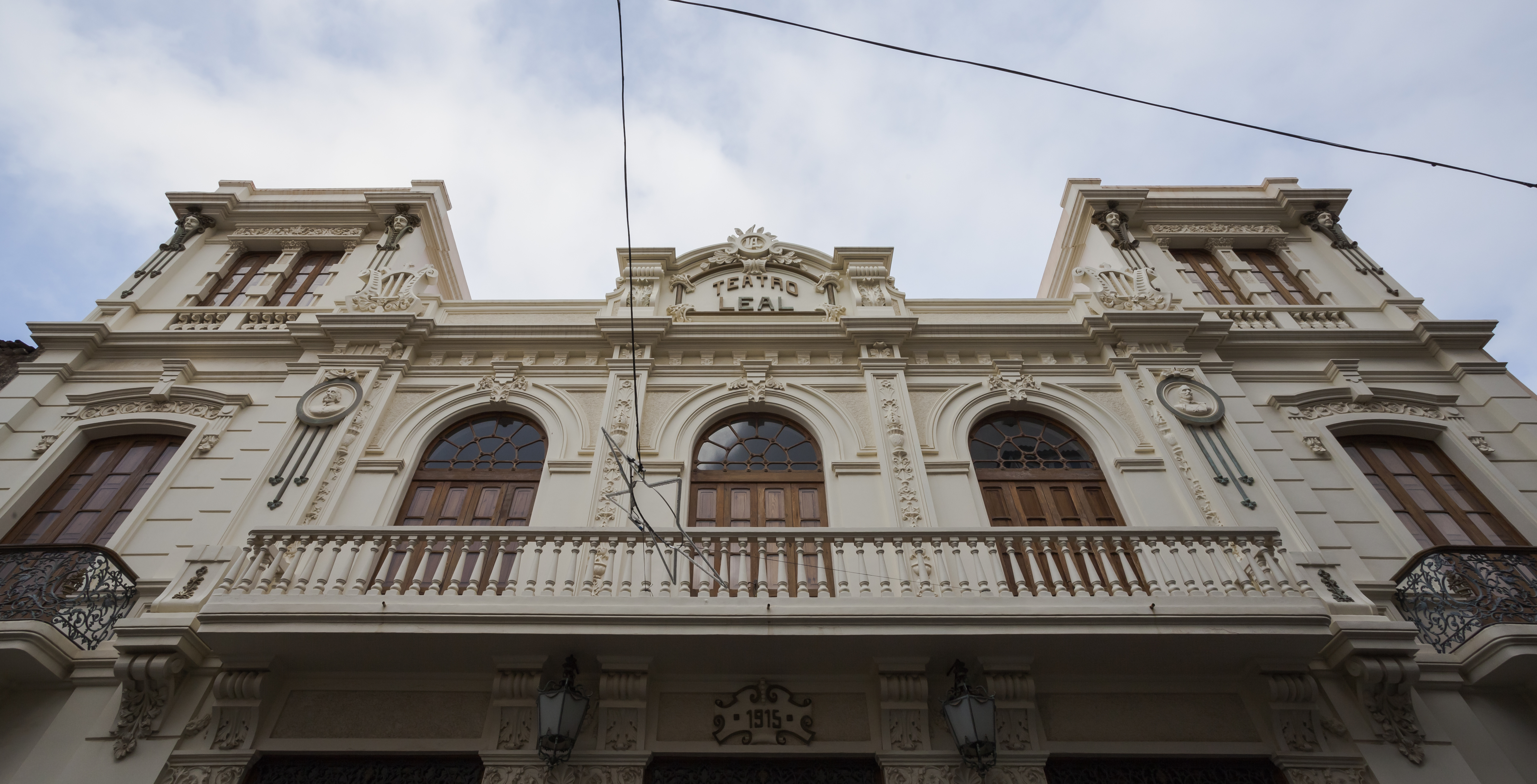
Teatro Leal.
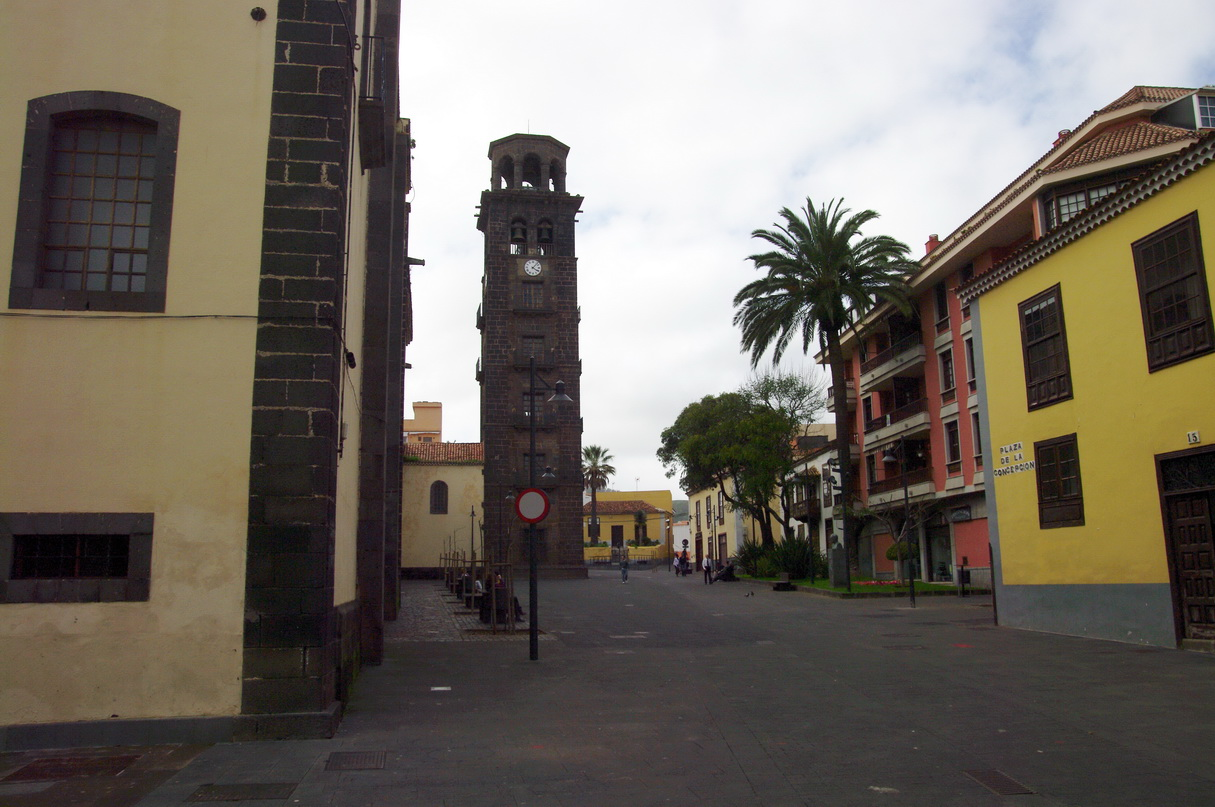
Plaza Concepcion.
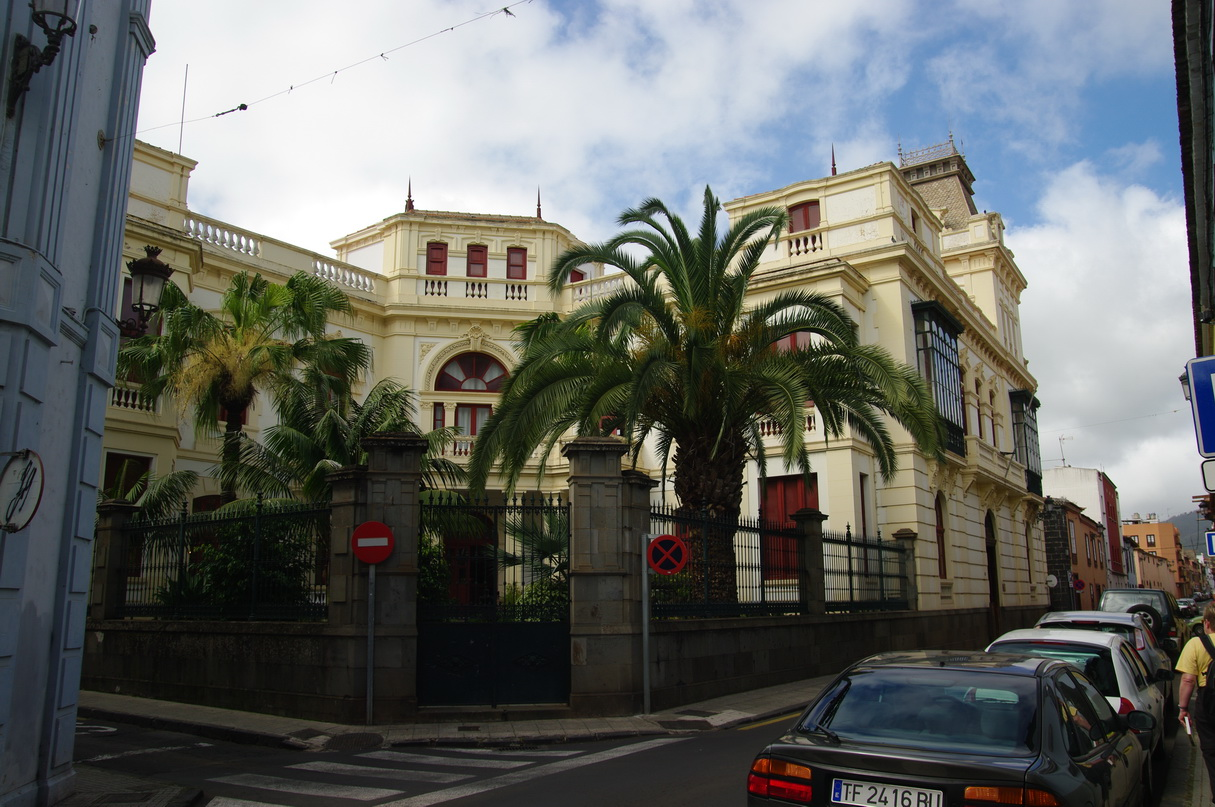
Casino.
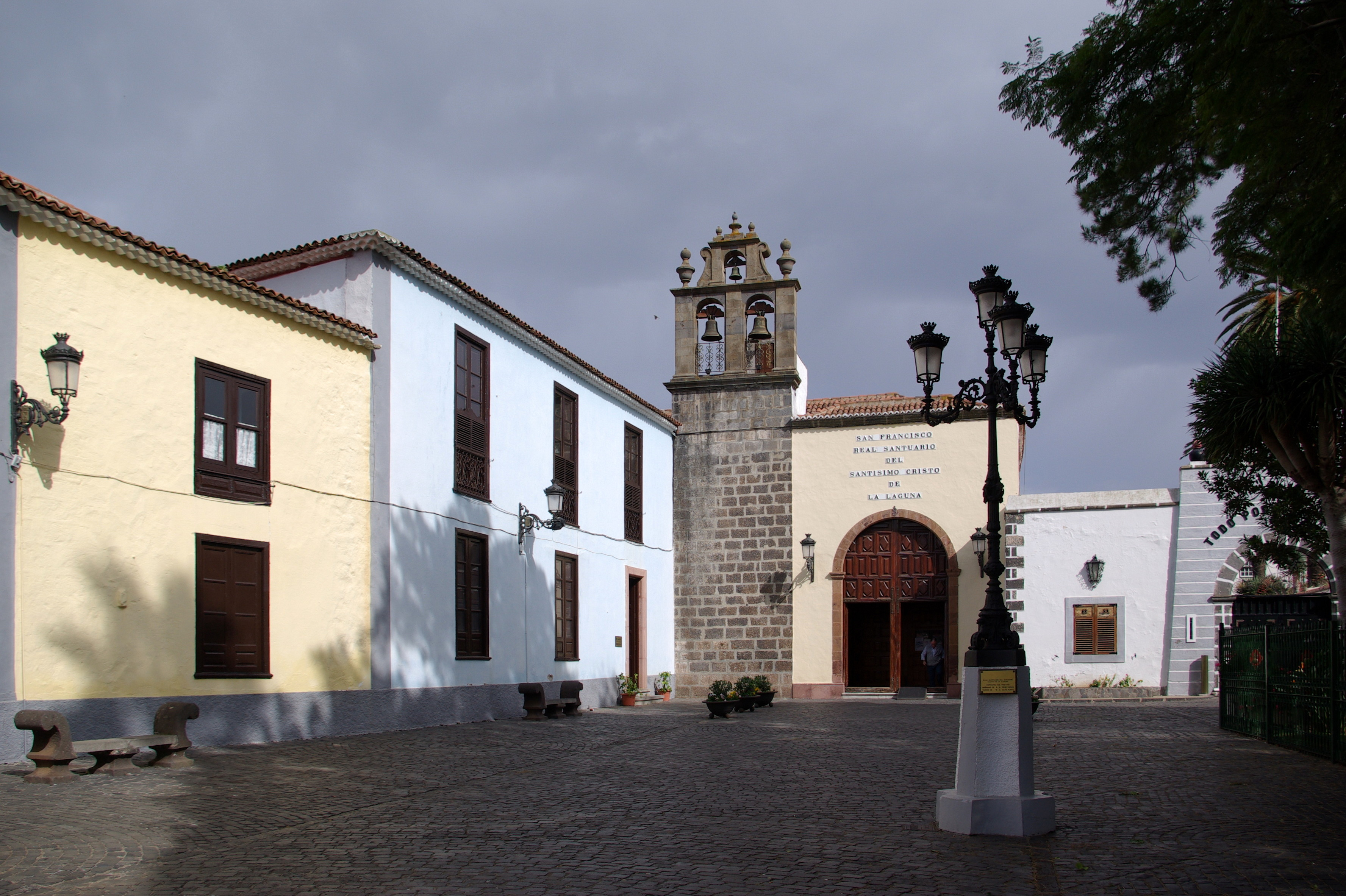
Sanctuaire Royal du Santisimo Cristo de La Laguna.